# Ó Jesus Menino, Mal Agasalhado
"Ó Jesus Menino, mal agasalhado" ou "O Menino nas palhas" é uma canção de Natal tradicional portuguesa originária da província da Beira Baixa.

## História
Esta canção de Natal surgiu publicada em 1948 no livro Etnografia da Beira de Jaime Lopes Dias. A primeira das quadras que dá à composição o seu incipit, já tinha sido recolhida na região do Alentejo pelo etnógrafo português António Tomás Pires e publicada em 1902 nos Cantos Populares Portugueses:
| 147 | Ó Jesus menino, Mal agasalhado, Tremendo com frio, Em palhas deitado. |               |
|     | Ó Jesus menino, Mal agasalhado, Tremendo com frio, Em palhas deitado. |               |
|     | Ó Jesus menino, Mal agasalhado, Tremendo com frio, Em palhas deitado. |               |
|     | Ó Jesus menino, Mal agasalhado, Tremendo com frio, Em palhas deitado. | (A[lentejo].) |

O seu estribilho dá também informações relevantes. O primeiro verso, "Bendito e louvado seja" é uma expressão fixa que caracteriza os tradicionais "benditos" portugueses como o "Bendito do Natal" de Trás-os-Montes. Do último verso retira-se a informação de que é possível que fosse cantado na igreja.
A composição foi harmonizada pelo compositor português Fernando Lopes-Graça como um dos movimentos da sua Segunda Cantata do Natal terminada em 1961.

## Letra

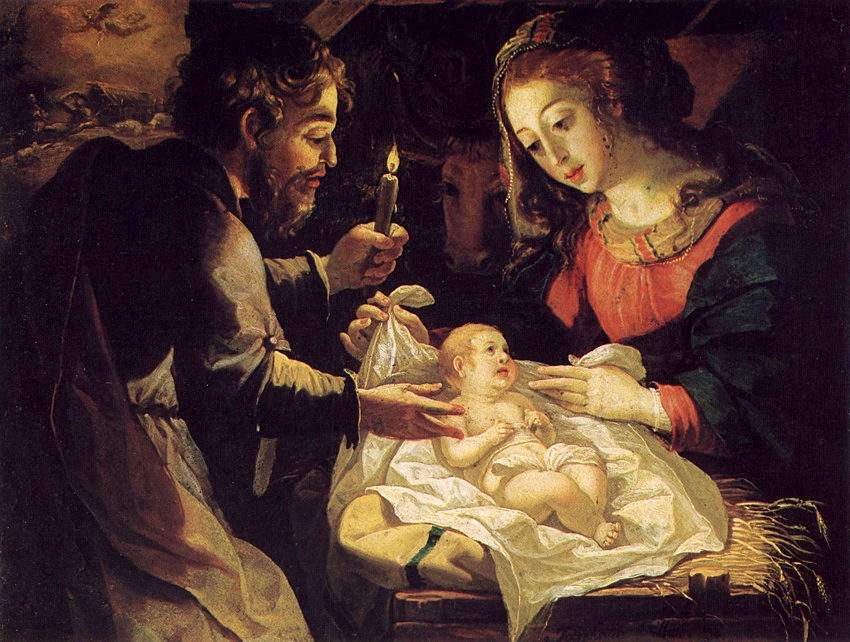
Josefa de Óbidos: Natividade (1650-1660).

O tema da letra deste "bendito" é o exemplo de desprendimento dos bens materiais dado por Jesus aos "homens ricos" ao escolher nascer numas "pobres palhas".

Estribilho:

Bendito e louvado seja

O Menino de Deus

Na Sua igreja!

Coplas:

Ó Jesus Menino,

Mal agasalhado,

Tremendo com frio,

Em palhas deitado!

Filhos de homens ricos

Em alvas toalhas,

Só Vós, meu Menino,

Numas pobres palhas!

Não é pelos teres,

Que Vós tendes tudo

É só para dardes

Exemplo ao mundo.

## Discografia
- 1964 — Fernando Lopes-Graça Second Christmas Cantata. Coro da Academia de Amadores de Música. Decca / Valentim de Carvalho. Faixa 4.
- 1979 — Fernando Lopes-Graça Segunda Cantata do Natal. Choral Phidellius. A Voz do Dono / Valentim de Carvalho. Faixa 4.
- 2012 — Canções de Natal Portuguesas. Pequenos Cantores do Conservatório de Lisboa. Numerica. Faixa 6: "Bendito e Louvado Seja".
- 2012 — Fernando Lopes-Graça Obra Coral a capella  - Volume II. Lisboa Cantat. Numérica. Faixa 4.[1]
- 2012 — Viagens. Coral de São Domingos. CNM. Faixa 14.